# Anni 380 a.C.
Gli anni 380 a.C. sono il decennio che comprende gli anni dal 389 a.C. al 380 a.C. inclusi.

## Nati
- Eschine, politico e retore ateniese386 a.C.
- Mitridate II di Cio († 302 a.C.)385 a.C.
- Eraclide Pontico, filosofo e astronomo greco antico
- Mazeo, satrapo persiano († 328 a.C.)
- Mentore di Rodi, mercenario greco antico († 340 a.C.)
- Shen Buhai, medico cinese († 337 a.C.)384 a.C.
- Demostene, politico e oratore ateniese († 322 a.C.)382 a.C.
- Antigono I Monoftalmo, militare macedone antico († 301 a.C.)
- Filippo II di Macedonia, sovrano macedone antico († 336 a.C.)380 a.C.
- Dario III di Persia, imperatore persiano († 330 a.C.)
- Demade, oratore e politico ateniese († 318 a.C.)
- Memnone di Rodi, militare e mercenario greco antico († 333 a.C.)
- Teodette, retore e drammaturgo greco antico († 340 a.C.)

## Morti
- Quinto Fabio Ambusto, politico e militare romano388 a.C.
- Anassibio, militare spartano
- Gorgopa, ammiraglio spartano
- Trasibulo di Atene, politico e militare ateniese384 a.C.
- Marco Manlio Capitolino, politico e militare romano382 a.C.
- Adimanto, nobile greco antico (n. 432 a.C.)
- Ismenia, politico greco antico381 a.C.
- Teleutia, ammiraglio spartano380 a.C.
- Agesipoli I, sovrano spartano
- Androclida, politico greco antico
- Hakor, faraone egizio
- Lisia, oratore ateniese (n. 445 a.C.)
- Neferite II, sovrano egizio